# Maria di Lituania (figlia di Gediminas)
Maria di Lituania (... – 1349) è stata una principessa lituana della dinastia dei Gediminidi figlia del granduca Gediminas, e, dopo le nozze, principessa di Tver'.

## Biografia
Si sa ben poco sulla vita di Maria, tanto che restano ignoti il nome pagano ricevuta alla nascita, l'anno di nascita e il nome della madre. Si conosce invece quello del padre, ovvero Gediminas, granduca di Lituania dal 1316 al 1341. 
Un altro evento noto riguarda il suo matrimonio, avvenuto su spinta del padre nel 1320 con Demetrio, principe di Tver'. Le nozze rientravano nei tentativi compiuti da Gediminas di ampliare la propria rete di alleanze con le potenze confinanti, ma è più probabile che le nozze fossero ardentemente desiderare da Tver', desiderosa di trovare un alleato nella propria lotta per la supremazia politica e militare con la Moscovia nella Russia. Il connubio tra Vilnius e Tver' si rivelò tra l'altro di lunga durata, considerando che il rapporto di cooperazione in chiave anti-moscovita si trascinò anche nel secolo successivo e le relazioni bilaterali rimasero sempre pacifiche. Le nozze ebbero luogo a poca distanza temporale dall'assassinio di Michail Jaroslavič, in un momento in cui tutti e tre i suoi figli stavano cercando un sostegno straniero per la rivendicazione di Dimitri come signore di tutta la Rus' di Kiev. Le politiche del principe di Tver' non piacquero al khan dell'Orda d'Oro, a cui Tver' era formalmente legata da un rapporto di vassallaggio, tanto che Dimitri subì la stessa sorte di suo padre e fu assassinato nel 1325. Maria, rimasta vedova, decise di farsi monaca e trascorse il resto della sua vita in un convento di Tver', senza dunque far ritorno in Lituania. A giudizio di Stephen C. Rowell, è probabile che la nobildonna continuò a esercitare una notevole influenza politica e finanziaria sui suoi parenti russi, come del resto fecero le successive vedove lituane in Rus'. Maria morì nel 1349.